# نينو بولي
نينو بولي (Nino Bule) (19 مارس 1976 في البوسنة والهرسك – )؛ هو لاعب كرة قدم سابق كان يلعب كمهاجم. يلعب مع منتخب كرواتيا لكرة القدم منذ عام 1999.

## وصلات خارجية
- نينو بولي على موقع اتحاد كرواتيا (الكرواتية)
- نينو بولي على موقع رابطة كرة القدم اليابانية للمحترفين (اليابانية)
- نينو بولي على موقع قاعدة بيانات كرة القدم.إي يو (الإنجليزية)
- نينو بولي على موقع ناشيونال فوتبول تيمز (الإنجليزية)
- نينو بولي على موقع Soccerway.com (الإنجليزية)
- نينو بولي على موقع عالم كرة القدم.نت (الإنجليزية)

- National Football Teams